# 岩熊博之
岩熊 博之（いわくま ひろゆき、1952年（昭和27年）3月18日 - 2020年 (令和2年) 2月8日）は、福岡県出身の実業家。

## 略歴
- 1976年（昭和51年） 3月、明治大学商学部卒
- 1976年（昭和51年） 4月、東京証券取引所入所
- 2001年（平成13年）11月、財務部長
- 2003年（平成15年） 6月、情報サービス部長
- 2004年（平成16年） 6月、執行役員
- 2007年（平成19年） 6月、常務執行役員
- 2007年（平成19年） 8月、東京証券取引所グループ常務執行役
- 2009年（平成21年） 6月、取締役兼代表執行役専務、東京証券取引所代表取締役専務
- 2013年（平成25年） 1月、東京証券取引所代表取締役社長[2]
- 2013年（平成25年） 6月、平和不動産代表取締役社長[3]
- 2019年　(令和元年) 12月 平和不動産顧問
- 2020年 (令和2年) 2月8日、食道癌のため東京都内の病院で死去。67歳没。
- 社外に於いては、財務会計基準機構理事なども務めた。